# Ludovico Acerbi
Ludovico Acerbi, I marchese di Cisterna (Milano, ... – Milano, 24 aprile 1622), è stato un nobile, magistrato e politico italiano a servizio della Spagna.

## Biografia

### Giovinezza e carriera giuridica
Appartenente a un ramo della nobile famiglia Acerbi stabilitosi a Milano nel corso del XVI secolo, Ludovico ricevette una formazione giuridica e intraprese la carriera togata al servizio dell'amministrazione spagnola in Italia. 
Nel 1595 fu nominato reggente della Gran Corte della Vicaria a Napoli dal viceré Enrico de Guzmán, conte di Olivares, incarico che mantenne fino al 1598. La corte, tra le più alte magistrature del Regno di Napoli, era competente in materia sia civile che penale, e la sua direzione spettava a giuristi di comprovata esperienza.

### Attività a Milano

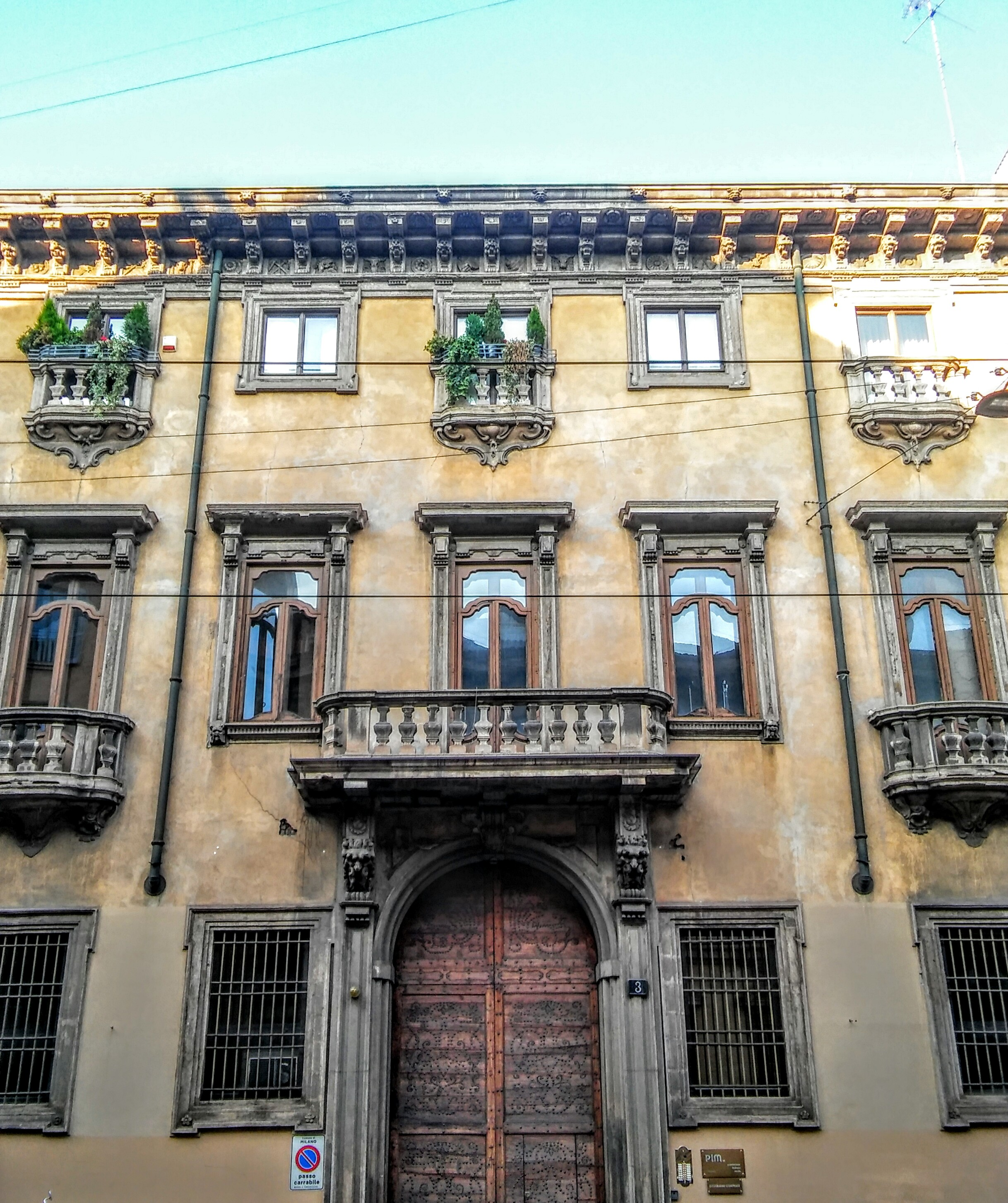
Palazzo Acerbi in Corso di Porta Romana, Milano

Tornato a Milano all'inizio del XVII secolo, Ludovico fu nominato senatore del Senato di Milano, principale tribunale del Ducato di Milano sotto il governo di Filippo III di Spagna. 
Nel 1615 acquistò un palazzo signorile in Corso di Porta Romana, che restaurò secondo lo stile rinascimentale lombardo e che prese il nome di Palazzo Acerbi. L'edificio divenne una delle residenze più note della nobiltà milanese.
Nel 1618 fu insignito del titolo di Marchese di Cisterna da Filippo III di Spagna, con riferimento al feudo piemontese di Cisterna d'Asti, concesso in forma ereditaria e trasmissibile per primogenitura. Nel 1619, fu nominato Presidente del Magistrato Ordinario di Milano, magistratura preposta alla gestione delle vertenze civili e patrimoniali, mentre nel 1620 fu incluso nel Consiglio segreto, supremo organo consultivo del Ducato, composto da magistrati e membri della nobiltà togata strettamente legati alla Corona di Spagna.

### Morte
Ludovico Acerbi morì a Milano nel 1622. Alla sua morte, il titolo marchionale e il feudo passarono al nipote Giovanni Acerbi, che ne mantenne il possesso fino al 1665, anno della vendita alla famiglia Dal Pozzo della Cisterna. Il territorio fu successivamente elevato a principato da Carlo Emanuele II di Savoia nel 1670.

## Leggenda delDiavolo di Porta Romana

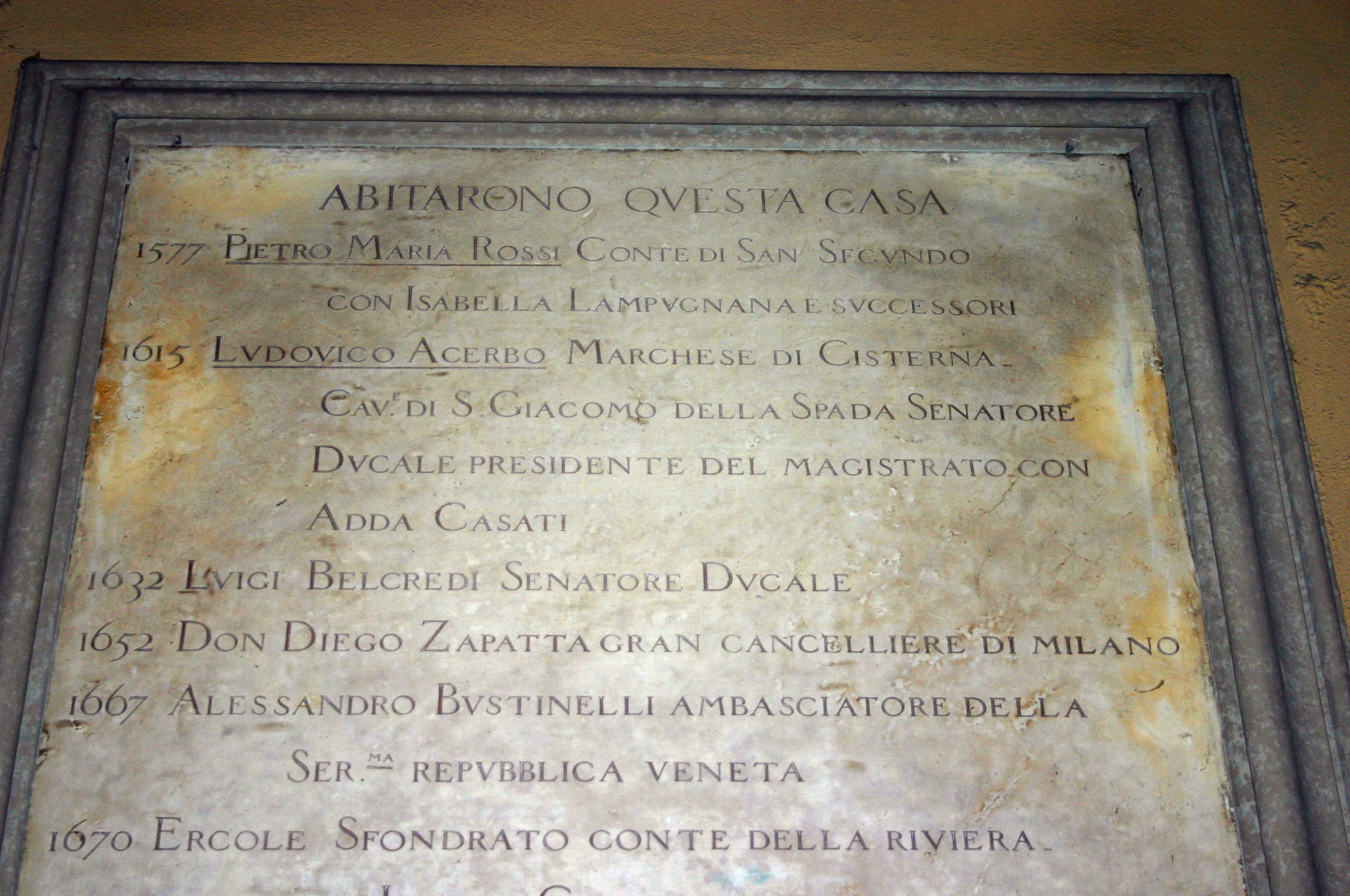
Targa a Palazzo Acerbi di Milano che commemora la permanenza del marchese Ludovico al suo interno

Nel tempo, attorno alla figura di Ludovico Acerbi si sviluppò una leggenda popolare che lo identificava come il cosiddetto Diavolo di Porta Romana. Nonostante la documentata scomparsa del marchese nel 1622, la tradizione orale lo associò ad eventi ambientati durante la peste del 1630, sostenendo che avesse continuato a condurre una vita fastosa ed esibita mentre la città di Milano era afflitta dal contagio.
Secondo il racconto tramandato, il marchese percorreva di notte le strade cittadine su una carrozza trainata da cavalli neri, ostentando lusso e indifferenza di fronte alla tragedia collettiva. L'attribuzione di caratteristiche soprannaturali fu probabilmente accentuata dal suo ruolo di figura eminente nella società milanese e dalla posizione del suo palazzo in Corso di Porta Romana, che sarebbe rimasto miracolosamente immune al contagio mentre le aree circostanti erano devastate dalla malattia.
L'edificio in questione, oggi noto come Palazzo Acerbi, è decorato con un medaglione raffigurante un volto enigmatico, interpretato da alcuni come simbolo della sua reputazione sinistra. Tuttavia, nessuna fonte contemporanea all'epoca accredita le vicende leggendarie attribuitegli.
L'interesse per la leggenda è stato ripreso in epoca contemporanea da alcuni autori italiani, che hanno rielaborato la figura di Acerbi in chiave narrativa. Tra questi, si ricordano i romanzi Gli angeli di Lucifero (2011) di Fabrizio Carcano e Il diavolo di Porta Romana (2013) di Veronica Crippa, ambientati nella Milano seicentesca. Tali opere, di carattere letterario e non documentario, testimoniano la persistenza dell'immaginario popolare legato al personaggio.